# ギター協奏曲 (ヴィラ＝ロボス)
ギター協奏曲 は、エイトル・ヴィラ＝ロボスが1951年に作曲した協奏曲である。これは、ギターと小管弦楽のための協奏曲とも言われる時がある。ヴィラ＝ロボスは1929年にアンドレス・セゴビアに『12の練習曲』を献呈しているが、後に協奏曲を作ってほしいというセゴビアの望みに応えてそれが作曲された。協奏的幻想曲として作曲された時はカデンツァが存在しなかったが、後に加えられてギター協奏曲に改められた。初演は1956年2月6日、セゴビアの独奏により行われた。ヨーロッパ初演は1957年にBBC放送を通じてジュリアン・ブリームにより行われた。

## 楽器編成
独奏ギター、フルート、オーボエ、クラリネット、ファゴット、ホルン、トロンボーン、弦五部

## 演奏時間
約20分

## 楽曲構成
第1楽章 アレグロ・プレチーソ
4/4拍子 ソナタ形式 全体は4つに分けられる。
第2楽章 アンダンティーノ ― アンダンテ
ホ短調 3/4―6/8―3/4拍子　三部形式
第3楽章 アレグロ・ノントロッポ ‐ ヴィーヴォ
2/4―3/8―6/4拍子